# Germán Frers
Germán Frers (Argentina, 4 de julio de 1941) es un diseñador naval argentino especializado en yates.

## Historia

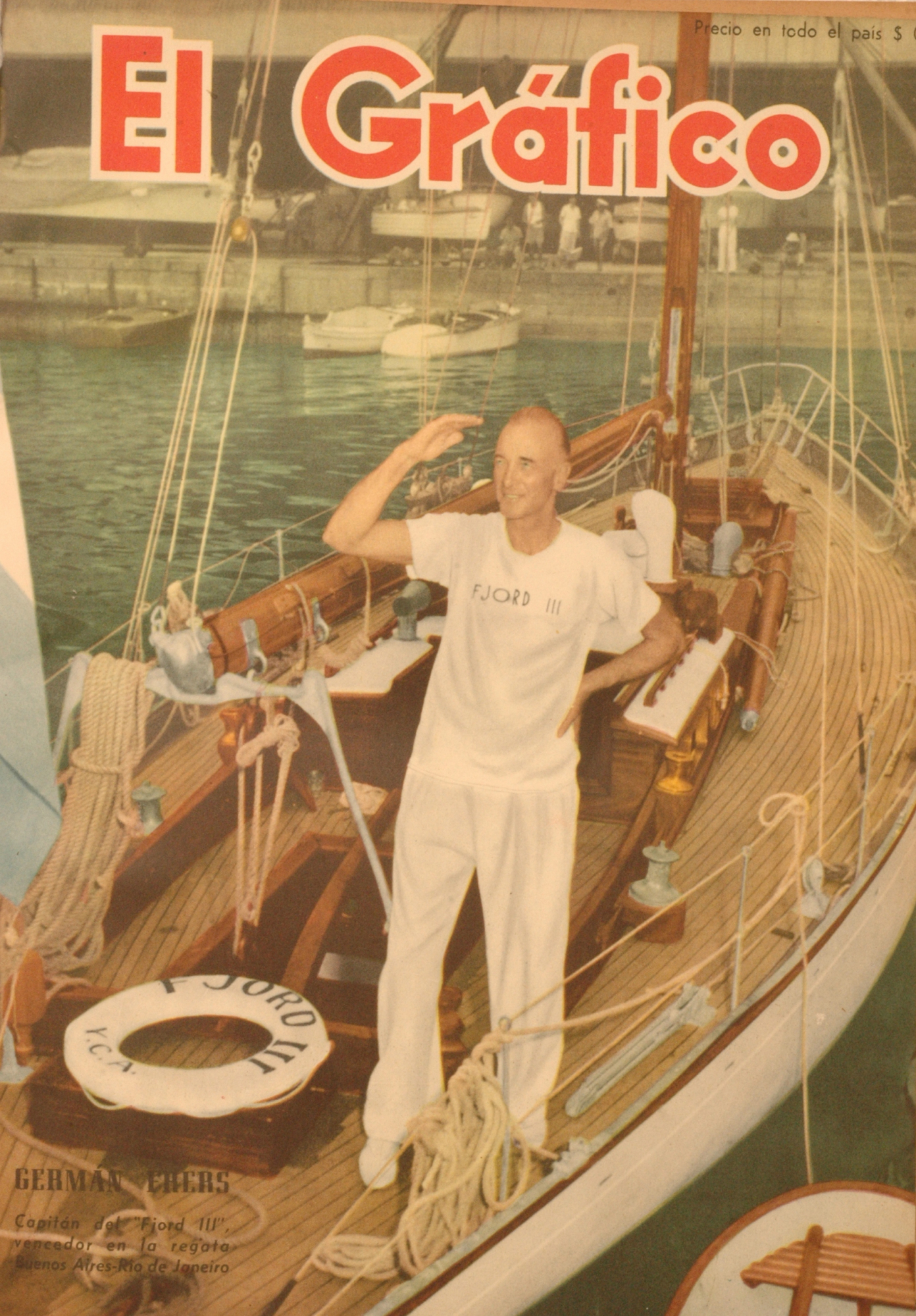
Germán Frers en 1950.

Su padre, también llamado German Frers, fue un célebre ingeniero naval y astillero.
Diseñó su primer barco en 1958. Existe hoy un equipo de diseño fundado por Germán Frers y su hijo, también llamado Germán Frers, apoyado por un equipo de ingenieros, arquitectos y diseñadores, algunos de los cuales han estado con la compañía por más de 25 años. La compañía ha diseñado más de 1000 yates. Los diseños van desde naves exóticas, a los más innovadores cascos de carreras.
Yates diseñados por el equipo Frers han ganado muchos acontecimientos que navegan alrededor del mundo, incluyendo: la Copa del Almirante, Onion Patch, Bermuda Race, Transpacífic, Whitbread Round the World Race, Sardinia Cup, regata Buenos Aires-Río, SORC (Southern Ocean Racing Circuit), Kenwood Cup, Copa del Rey, San Francisco Big Boat Series, Giraglia Race, Settimana delle Bocche, Two Ton Copa del Campeonato del Mundo, Martini Middle Sea Race y el Campeonato Mundial de Maxi.
El éxito de yates diseñados por Frers incluyen: Scaramouche I y II, IX y X Noryema, Recluta, Autoestopista, represalias I y II, IV y V Ragamuffin, Congere, Estrella de la Mañana 45 ', Estrella de la Mañana 50', Bribón IV y V, Nitissima, Enteara, Volcán, Kodiak, Flyer, Bumblebee III y IV, Guía 2000, Boomerang, Kialoa V, VIII, Ondine, Matador, Cautivo, Luchador y Il Moro di Venezia I, II y III.